# Hardenbergia comptoniana
Hardenbergia comptoniana là một loài thực vật có hoa trong họ Đậu. Loài này được (Andrews) Benth. miêu tả khoa học đầu tiên.

## Hình ảnh

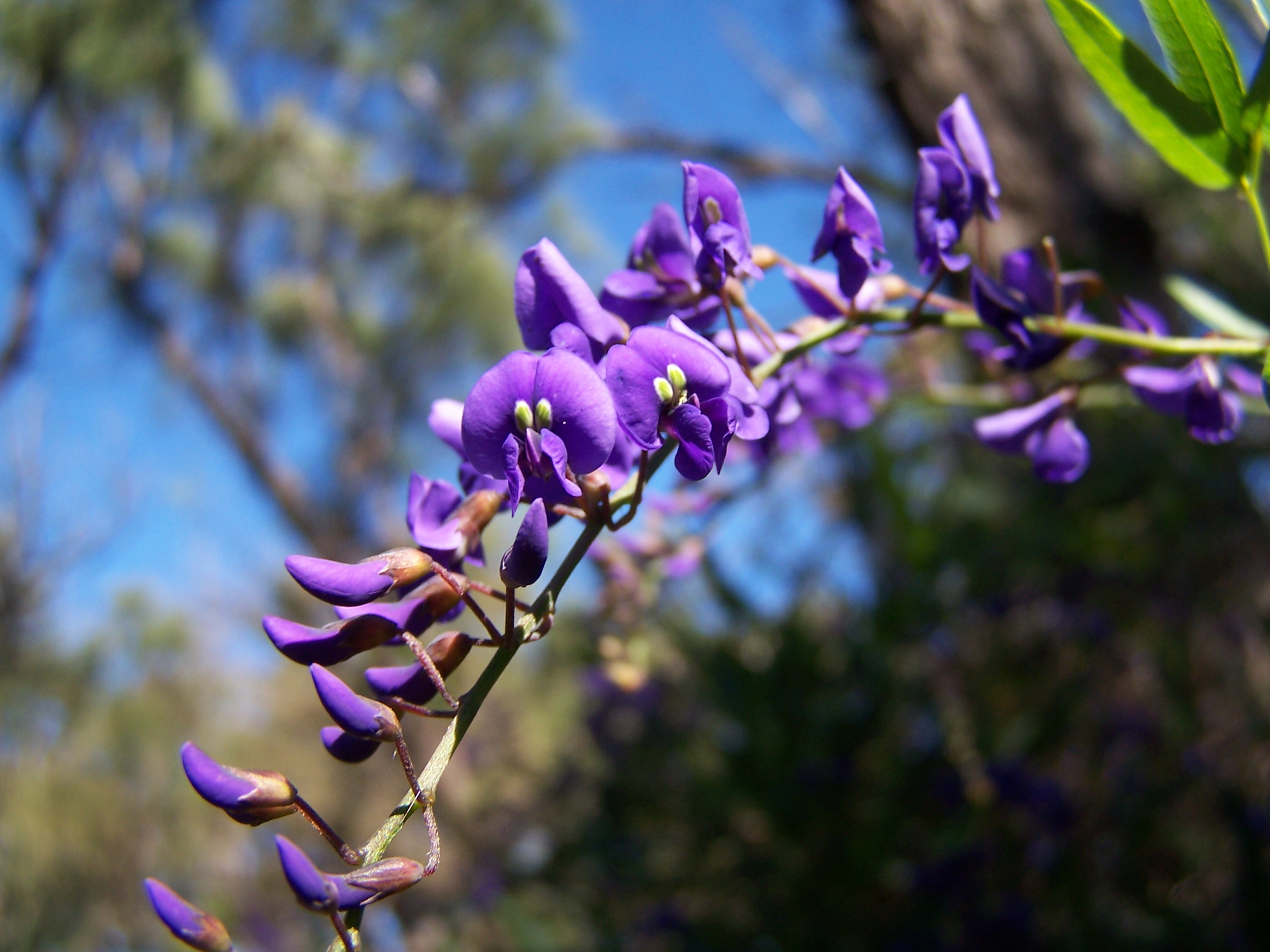
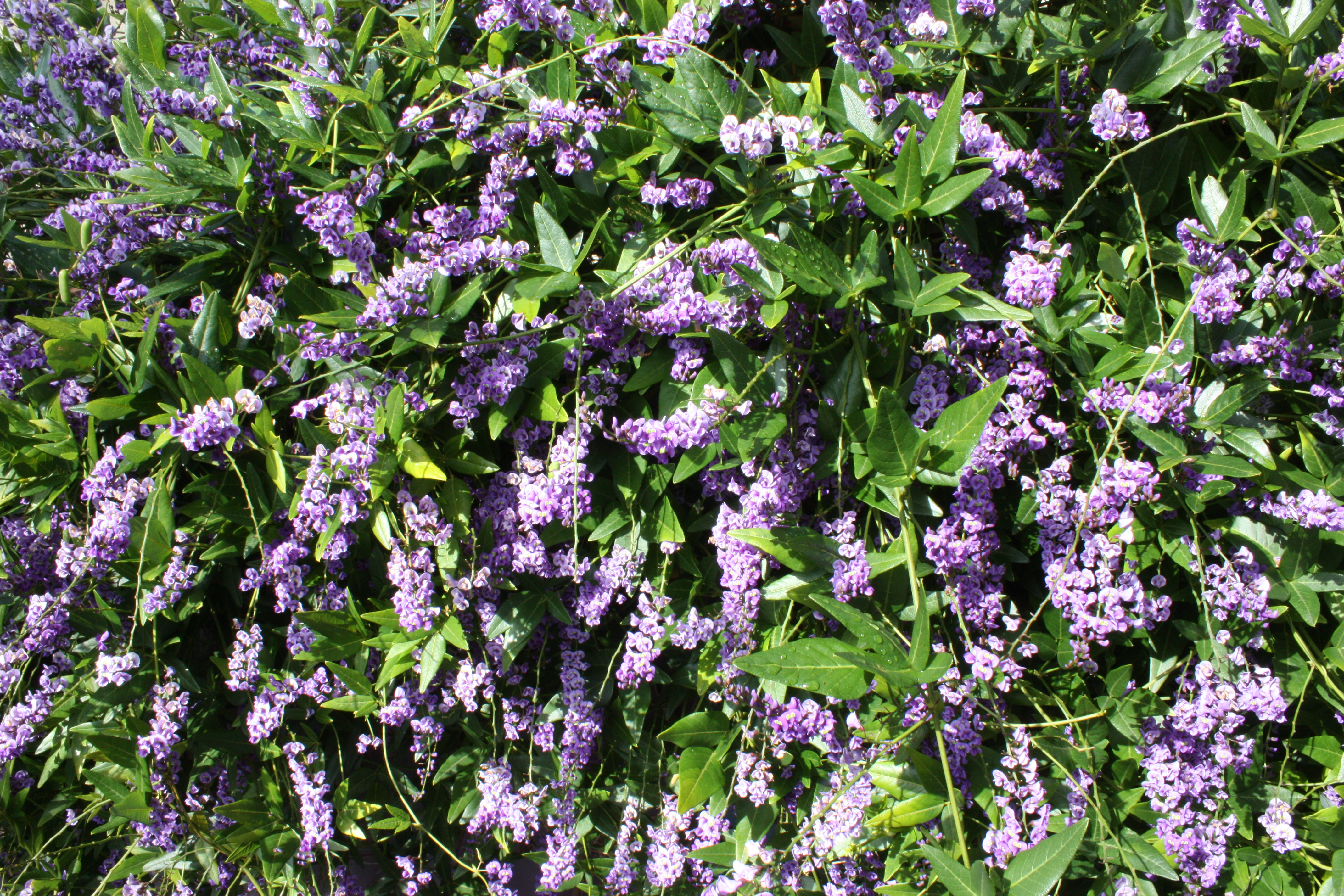
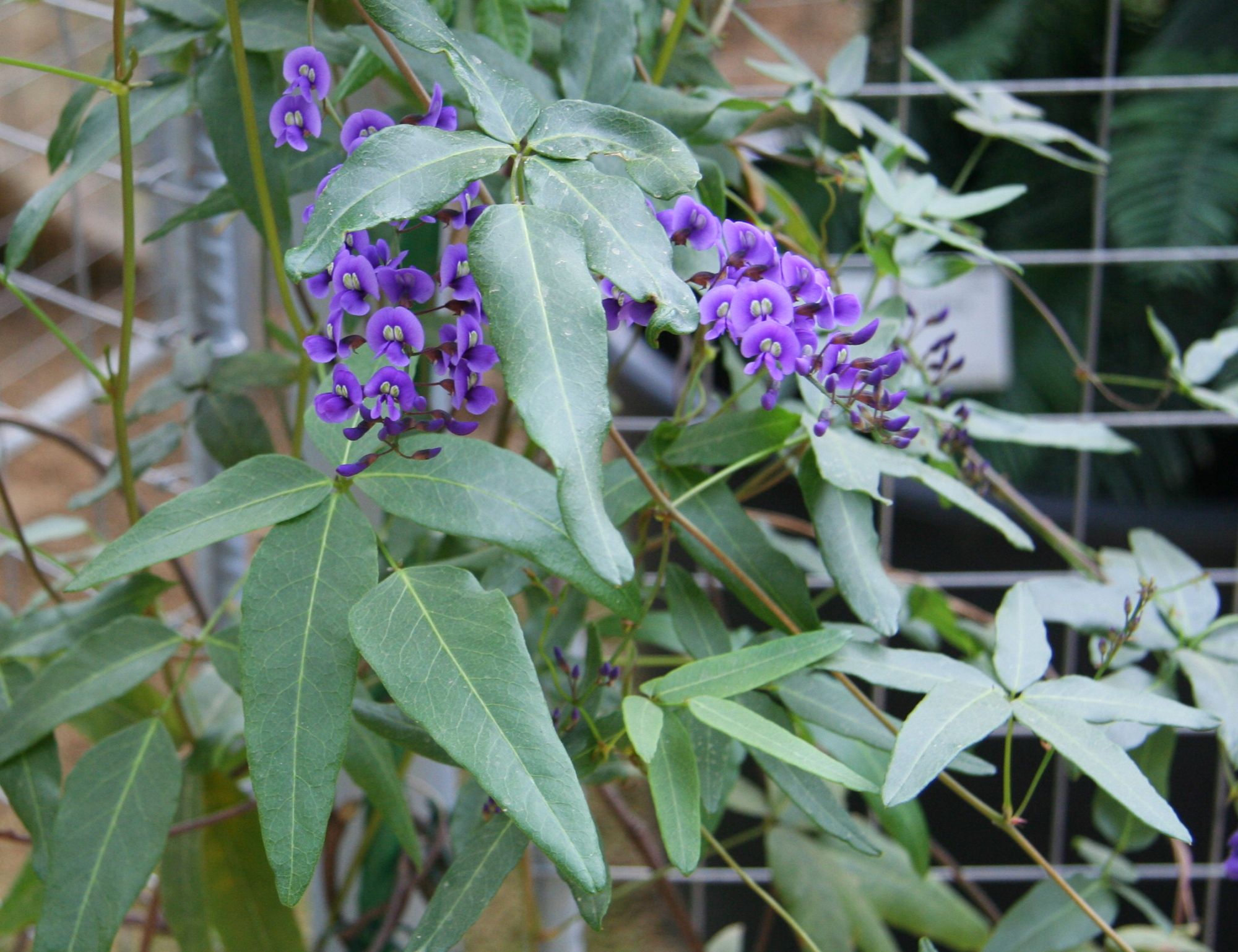
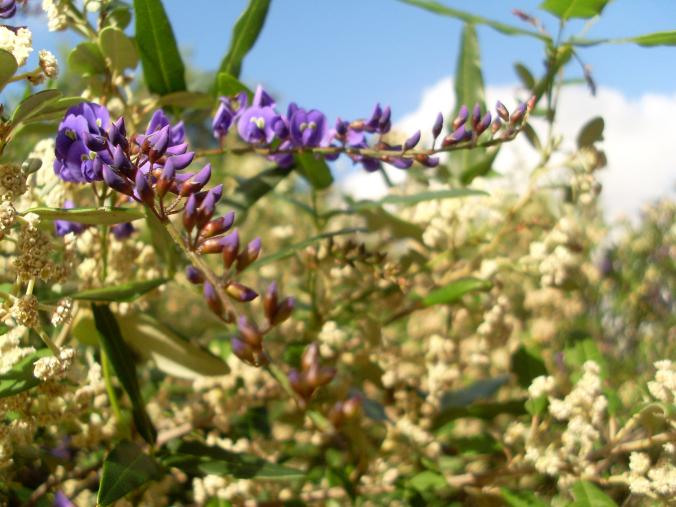